# Міст Хаджу
Міст Хаджу (перс. پل خواجو‎‎) — арочний міст через річку Заяндеруд у провінції Ісфахан, Іран, що вважається найкращим у регіоні.
Побудований шахом Аббасом II з династії Сефевідів близько 1650 р на фундаменті давнішого мосту. З'єднує квартал Хадж на північному березі річки Заяндеруд із зороастрійським кварталом, цвинтарем Тахте Фулад та дорогою на Шираз на південному.
Міст має 133 м довжини і 20 ширини, складається з 21 більших та 26 менших каналів. Пішохідна доріжка шириною 1,5 м зроблена з цегли.
Споруда слугує одночасно мостом, дамбою (водозлив) та громадським місцем для зустрічей. У декорованих кладкою та картинами приміщеннях розміщувалися чайхани. У центрі є павільйон, де шах Аббас мав би сидіти і насолоджуватися видом. Сьогодні залишилися лише уламки кам'яного трону шаха. Верхній рівень мосту слугував проїздом для коней та карет тоді як нижній рівень місцем для відпочинку. У 1873 році його було реконструйовано.
Міст є одним з найкращих прикладів архітектури Сефевідів.

## Цікаві факти
Річка Заяндеруд часто пересихає, залишаючи міст стояти посеред висохлого дна.

## Галерея

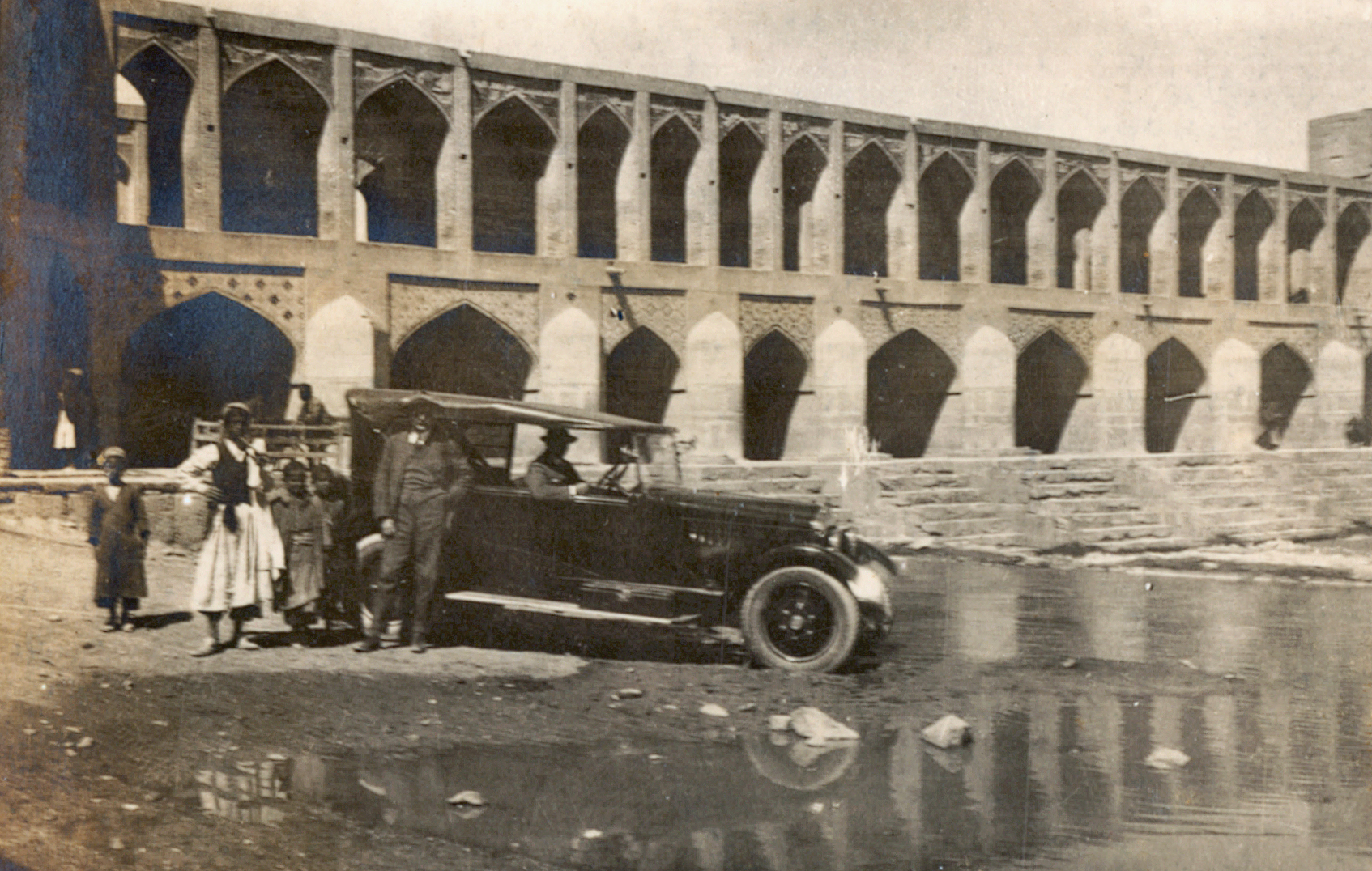
Стара світлина
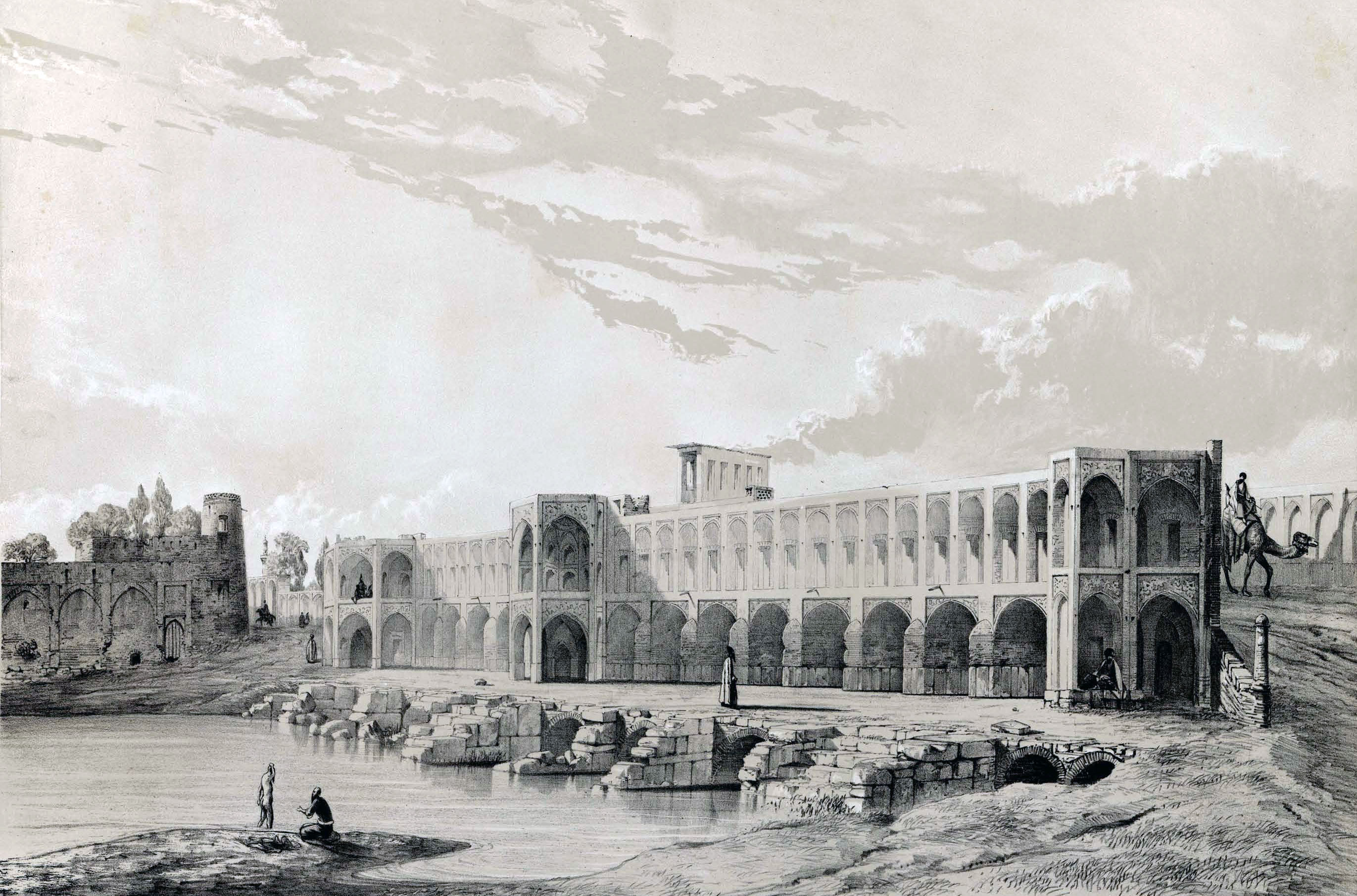
Гравюра 1840 року
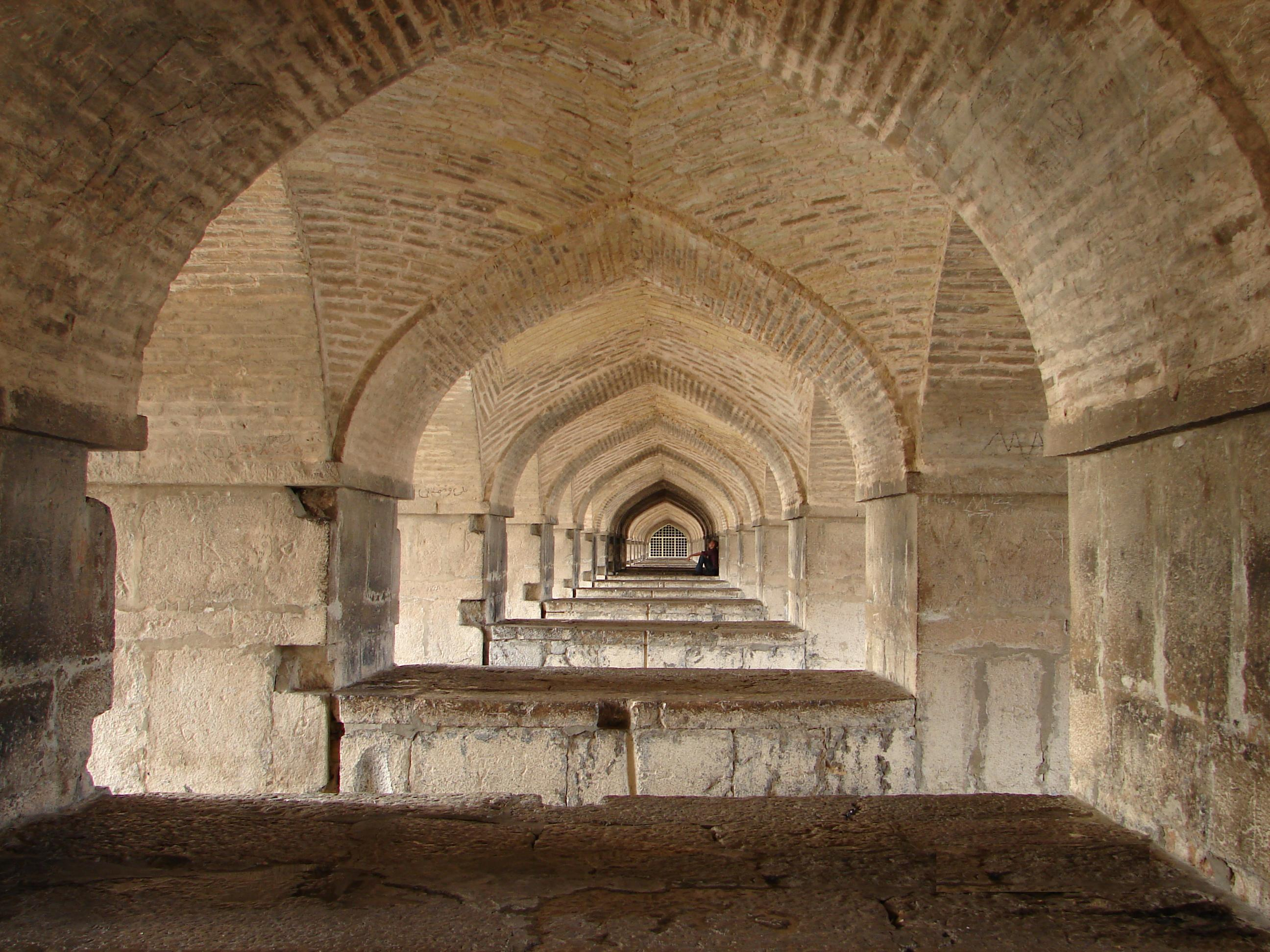
Арка
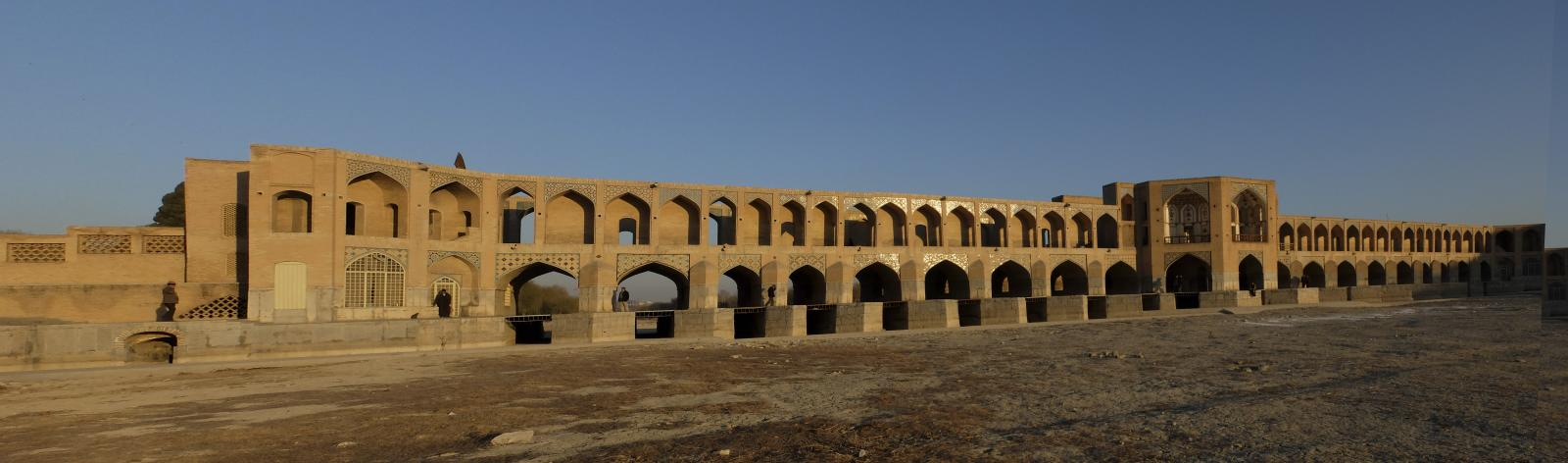
Вид мосту на висохлому дні річки
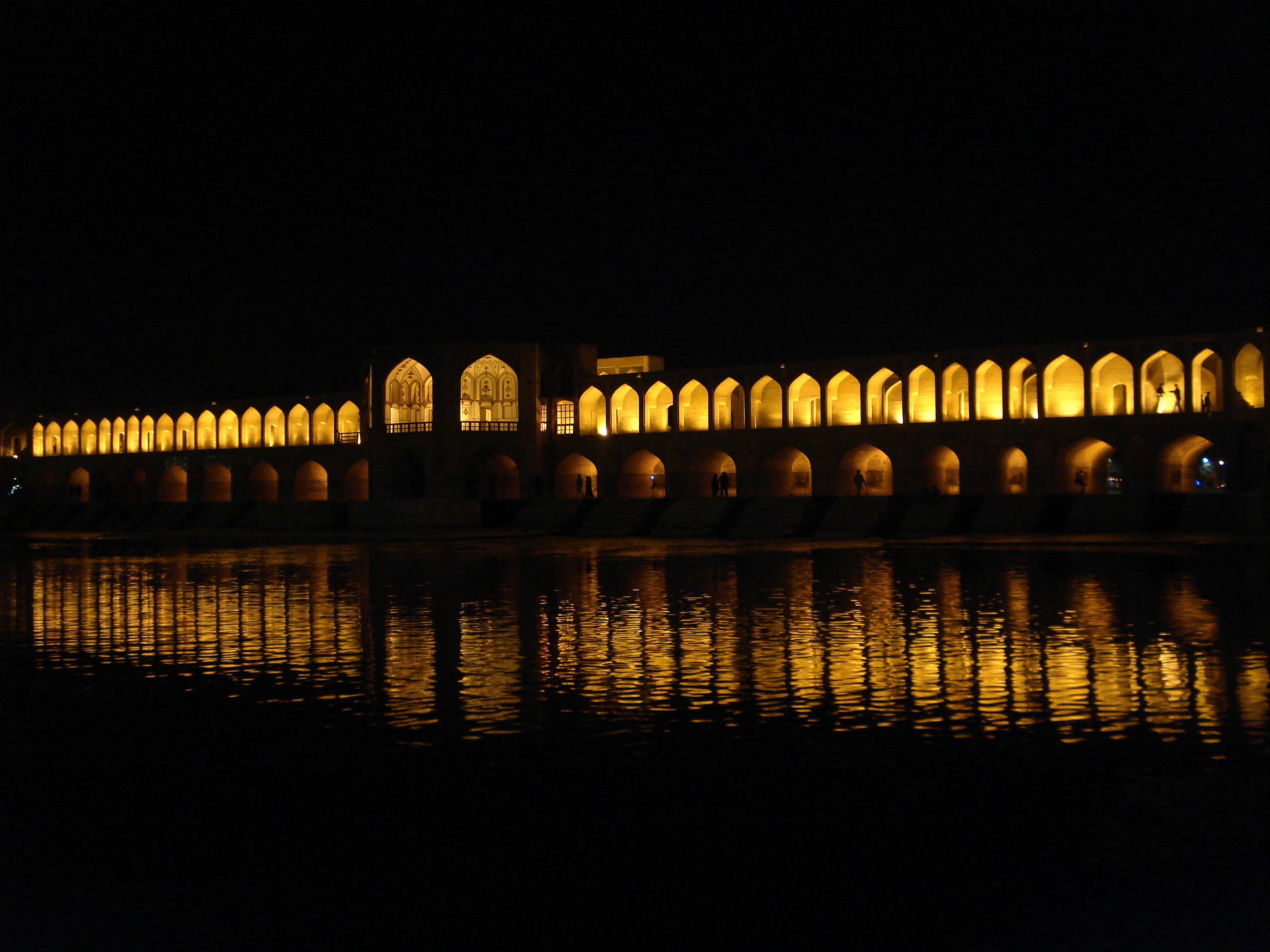
Нічна панорама